# Sint-Jozefskerk (Huldange)

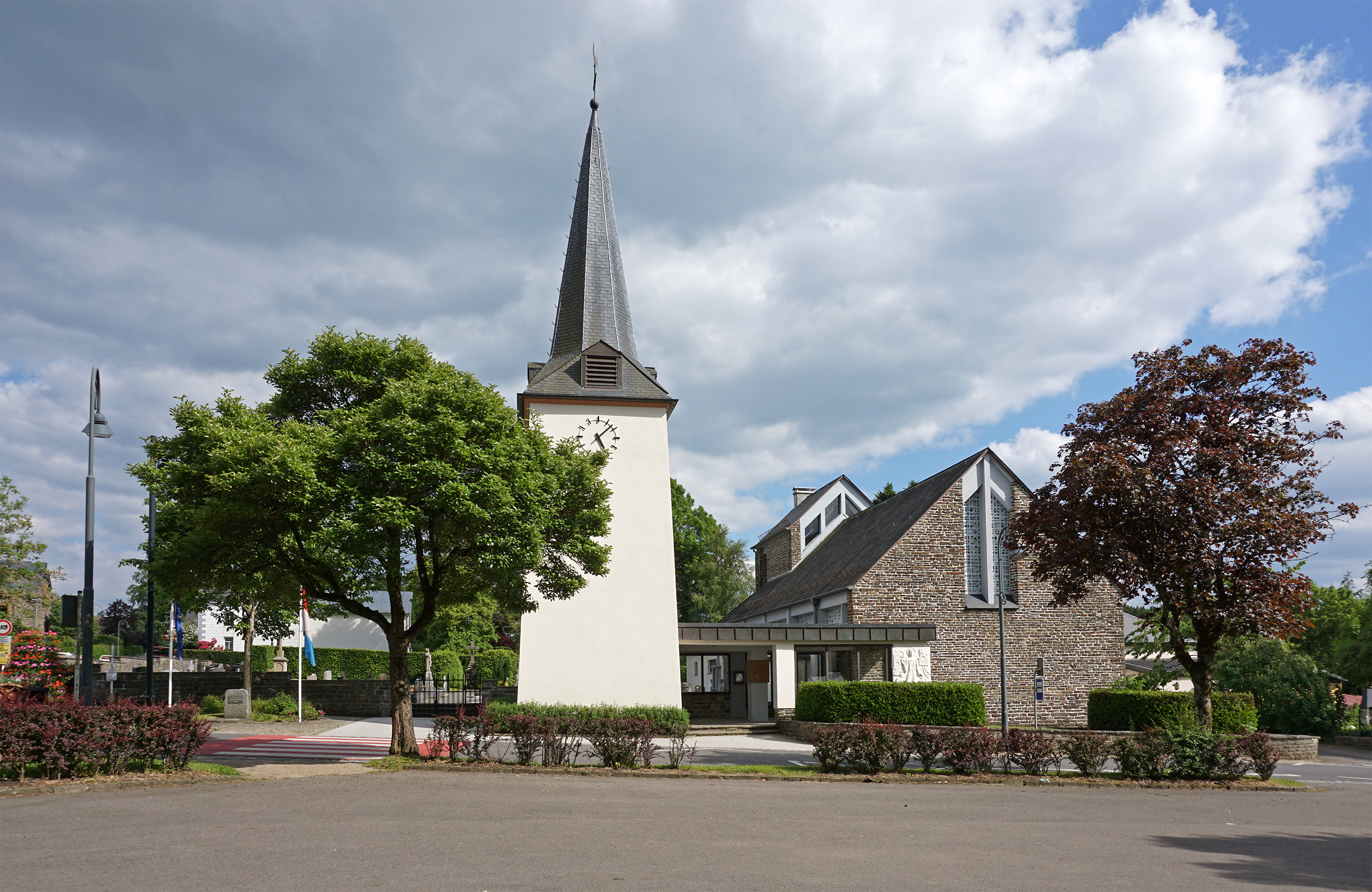
Sint-Jozefskerk

De Sint-Jozefskerk is een kerkgebouw in Huldange in de gemeente Troisvierges in Luxemburg. De kerk staat in het midden van het dorp met ten noordoosten het kerkhof.
De kerk is gewijd aan Sint-Jozef.

## Opbouw
Het kerkgebouw bestaat uit een witte, bijna losstaande kerktoren met ingesnoerde torenspits die via een overkapping verbonden is met een moderner gebouw ten zuiden ervan. Het moderne gebouw wordt gedekt door een zadeldak met het koor onder een hoger zadeldak.